# Corcelles-le-Jorat
Corcelles-le-Jorat (toponimo francese) è un comune svizzero di 427 abitanti del Canton Vaud, nel distretto della Broye-Vully.

## Monumenti e luoghi d'interesse

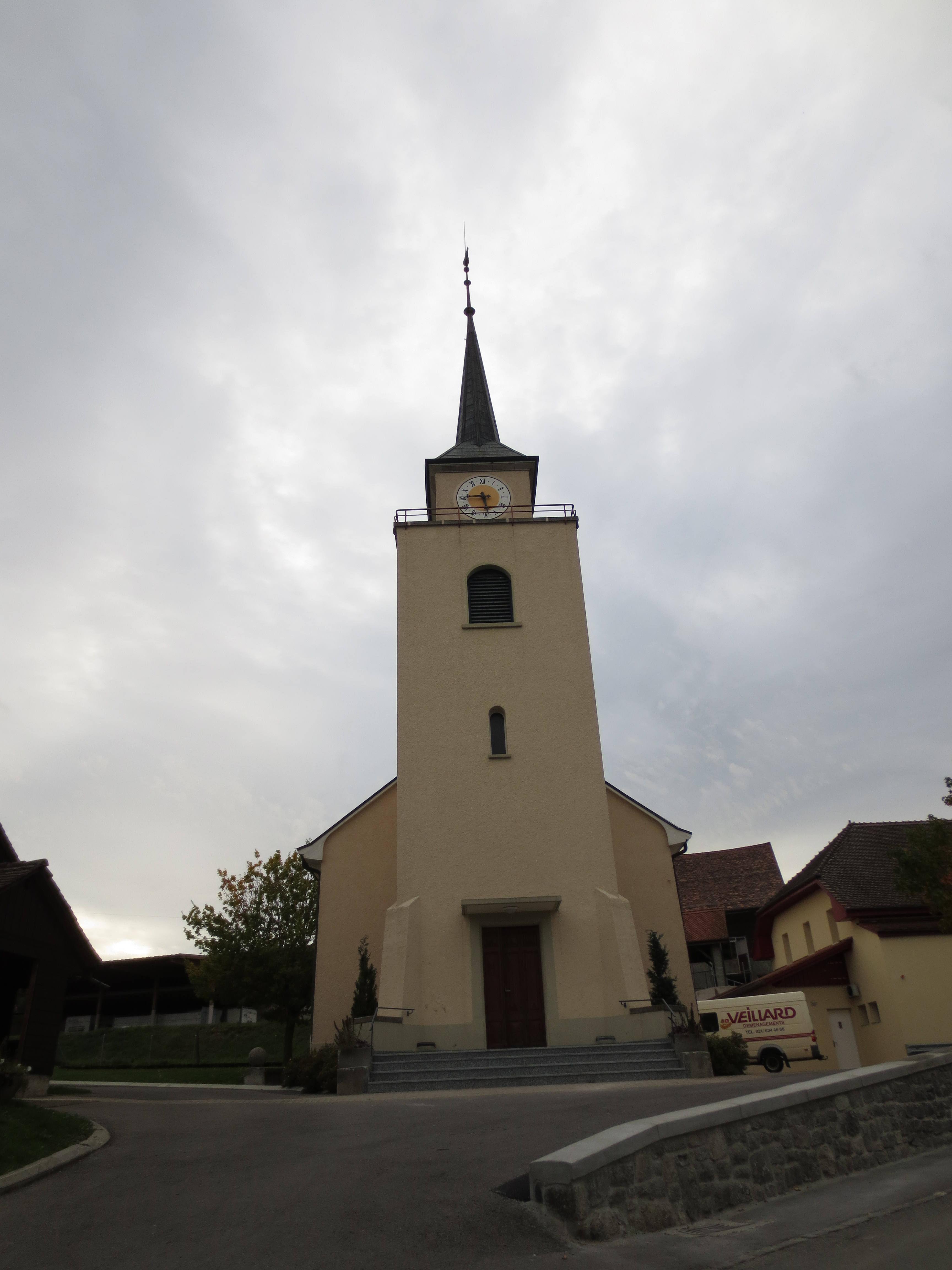
La chiesa riformata

- Chiesa riformata, eretta nel 1725-1726[2].

## Società

### Evoluzione demografica
L'evoluzione demografica è riportata nella seguente tabella:
Abitanti censiti

## Amministrazione
Ogni famiglia originaria del luogo fa parte del cosiddetto comune patriziale e ha la responsabilità della manutenzione di ogni bene ricadente all'interno dei confini del comune.